# فرودگاه جاسک
فرودگاه هفت آذر بندر جاسک (یاتا: JSK، ایکائو: OIZJ) فرودگاهی در بندر جاسک استان هرمزگان ایران است.
قدمت فرودگاه جاسک به سال ۱۹۲۸ میلادی و قبل از جنگ جهانی دوم بازمی‌گردد. در حال حاضر این فرودگاه قدیمی با پرواز تهران جاسک تهران در روزهای یکشنبه و سه شنبه توسط هواپیمایی کاسپین و ماهان فعال می‌باشد

## شرکت‌های هواپیمایی و مقصدهای پروازی
| شرکت‌های هواپیمایی     | مقصدهای پروازی |
| --------------------- | -------------- |
| کیش ایر (کنسل)        | تهران-مهرآباد  |
| هواپیمایی پارس (کنسل) | تهران-مهرآباد  |